# Topolinek (województwo kujawsko-pomorskie)
Topolinek – wieś w Polsce położona w województwie kujawsko-pomorskim, w powiecie świeckim, w gminie Świecie. Według Narodowego Spisu Powszechnego (III 2011 r.) liczyła 154 mieszkańców. Jest piętnastą co do wielkości miejscowością gminy Świecie.

## Położenie
Wieś położona jest w dolinie Wisły. Ponadto miejscowość znajduje się na terenie Nadwiślańskiego Parku Krajobrazowego. Z etnograficznego punktu widzenia Topolinek leży na południowym krańcu Kociewia.
W latach 1975–1998 miejscowość położona była w województwie bydgoskim.

## Obiekty zabytkowe
W Topolinku znajduje się drewniana chata zbudowana około 1820 roku. Znajduje się ona na liście Kujawsko-Pomorskiego Konserwatora Zabytków pod numerem rejestrowym 340. Na terenie wsi zlokalizowane są dwa nieczynne cmentarze ewangelickie. W Topolinku w 2018 roku członkowie Bydgoskiego Stowarzyszenia Miłośników Historii "Łuczniczka" w trakcie prowadzonych badań archeologicznych w ramach społecznego projektu  pod nazwą "Ocalić przeszłość Topolna" dokonali odkrycia wczesnośredniowiecznego skarbu monet. Depozyt kruszcowy składał się z całych i pofragmentowanych (tzw. siekańców) monet orientalnych (dirhemów), takiż monet zachodnioeuropejskich i złomu srebrnego (biżuterii). Moment zdeponowania skarbu określono na koniec X wieku

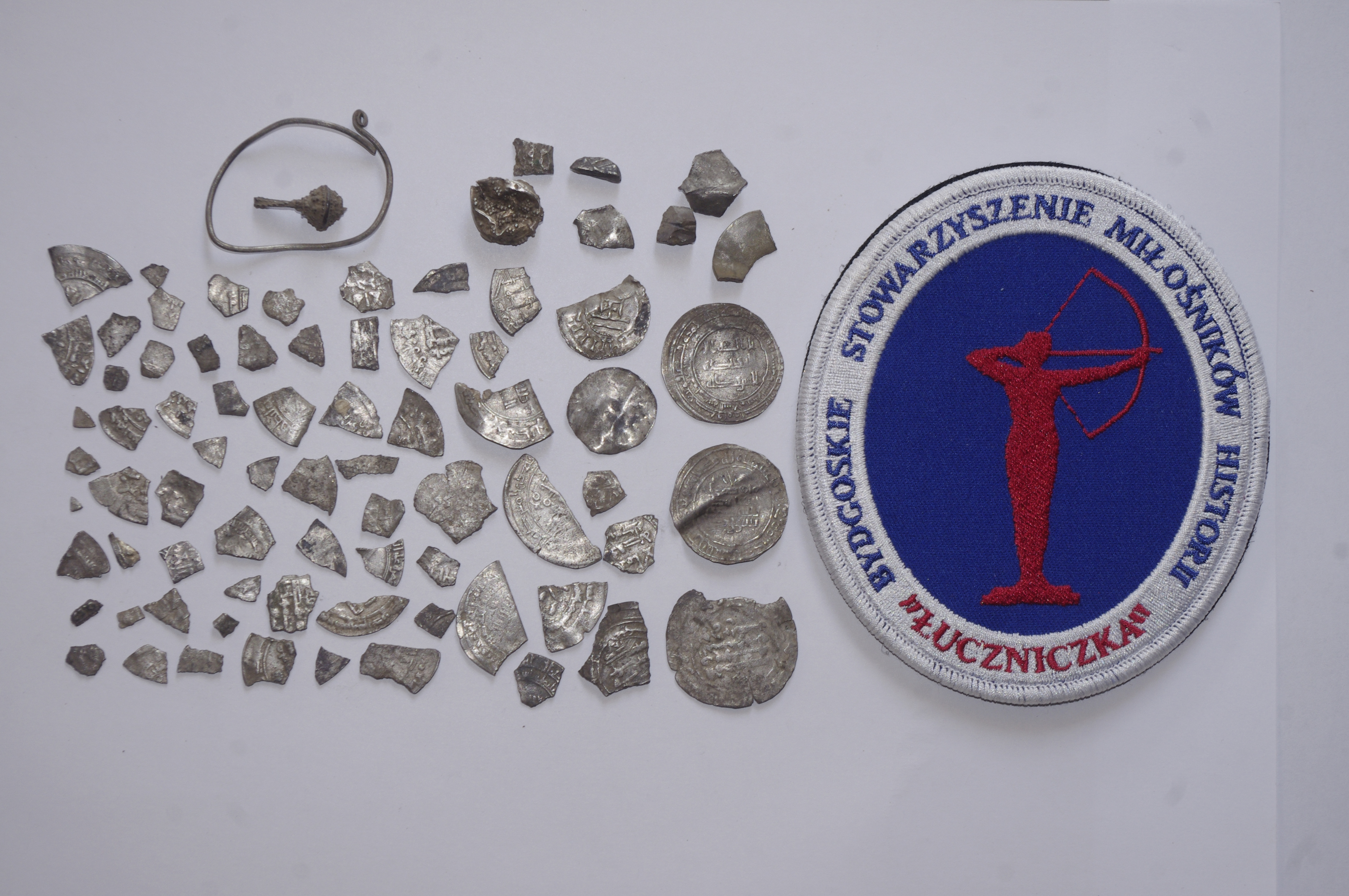